# 3e régiment de cuirassiers « comte Wrangel » (régiment de cuirassiers prussien-oriental)
Pour les articles homonymes, voir 3e régiment.

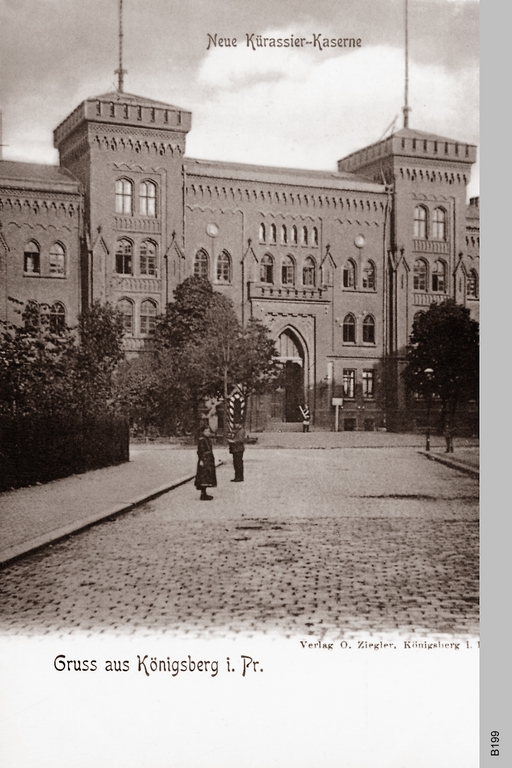
Caserne de cuirassiers à Königsberg à partir de 1873

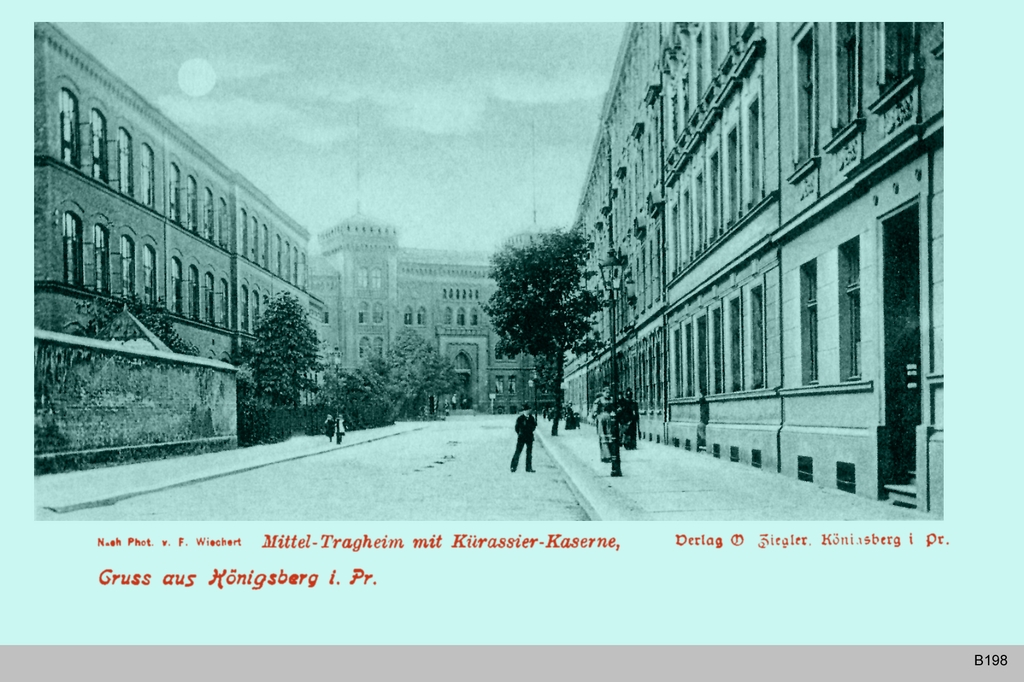
Caserne des cuirassiers à Mitteltragheim

Le 3e régiment de cuirassiers « comte Wrangel » (régiment de cuirassiers prussien-oriental) est une unité de cavalerie de l'armée prussienne.

## Formation
En 1717, le roi Frédéric-Guillaume Ier ordonne par AKO la création d'un régiment de dragons « von Wuthenow », auquel sont affectées les troupes allemandes démobilisées du roi Auguste II de Pologne, électeur de Saxe. En 1727, l'unité est divisée en régiment de dragons « von Cossel » et régiment de dragons « von Dockum ». Le régiment de dragons « von Cossel » est rebaptisé le 8 novembre 1807 en régiment de dragons prussien-oriental « von Zieten » et en 1808, il est divisé en un régiment de cuirassiers et un régiment de dragons. Le régiment de cuirassiers est nommé le 3 mai 1819 2e régiment de cuirassiers (1er régiment de cuirassiers prussien-oriental). Le 15 août 1866, il est rebaptisé 3e régiment de cuirassiers prussien-oriental. En janvier 1889, le régiment est appelé par AKO, 3e régiment de cuirassiers « comte Wrangel » (régiment de cuirassiers prussien-oriental) La garnison est à Königsberg sans interruption depuis 1741.

## Campagnes
- Première guerre de Silésie
- Seconde guerre de Silésie
- Guerre de Sept Ans (participation à la bataille de Hohenfriedberg, de Zorndorf et de Kunersdorf)
- Dans les guerres napoléoniennes, les cuirassiers participent à la bataille de Lützen le 2 mai 1813 et à la bataille de Leipzig. En 1816, le régiment retourne à sa garnison.

### Guerre austro-prussienne
Le régiment fait partie de la réserve et entre en Bohême. Après seulement des combats mineurs, il retourne à Königsberg en septembre 1866.

### Guerre franco-prussienne

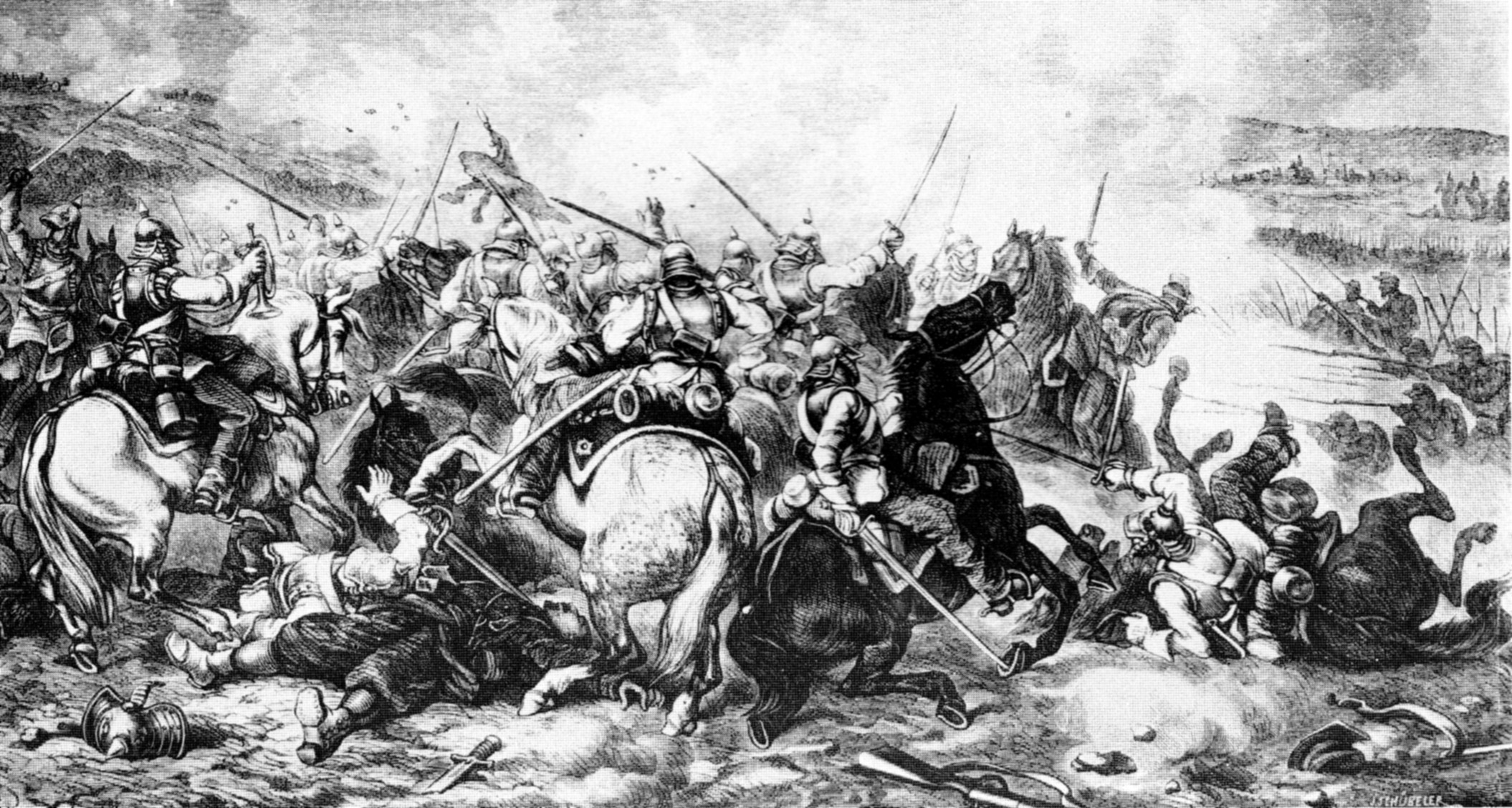
Cuirassiers à la bataille de Saint-Privat

Dans la formation de la 1re division de cavalerie, les cuirassiers combattent à Mars-la-Tour et à Saint-Privat. Après la reddition de Metz, le régiment est transféré dans la région d'Orléans. Le régiment y arrive le 28 novembre 1870 à la bataille de Beaune-la-Rolande pour aider le corps hanovrien juste à temps pour convertir une défaite imminente en victoire. Puis les cuirassiers sont utilisés à Orléans et Tours contre l'armée française de la Loire. La poursuite des Français vaincus à Orléans conduit le régiment à Vendôme. Après l'armistice, l'unité reste avec les troupes d'occupation à Amboise jusqu'en mars 1871 et retourne à Königsberg à la mi-juin 1871.

### Première Guerre mondiale
Après la mobilisation, l'unité est déplacée vers l'est, où l'unité est utilisée dans les batailles de Gumbinnen, Tannenberg et des lacs de Mazurie contre les armées de Rennenkampff. Après la bataille d'hiver en Mazurie en février 1915, le régiment est utilisé comme cavalerie sur la côte baltique en Lituanie et en Courlande, où il participe à la prise de Riga en août 1917. Les cuirassiers restent dans cette partie du pays jusqu'en mai 1918, période durant laquelle ils combattent les troupes révolutionnaires russes. Cela est suivi par le transfert vers l'Ukraine, où des tâches de sécurité sont effectuées.

### Après-guerre
À partir de décembre 1918 commence la marche du retour vers l'Allemagne, qui doit être menée en partie contre la résistance des troupes ukrainiennes. Au début de 1919, le régiment atteint sa garnison d'origine, où il est démobilisé et dissous. Les volontaires de cette unité fournissent des troupes de sécurité contre les insurgés polonais jusqu'en 1920.
La tradition est reprise dans la Reichswehr par le 6e escadron du 2e régiment (prussien) de cavalerie à Osterode.

## Chef de régiment
| Grade                              | Nom                             | Date                                   |
| ---------------------------------- | ------------------------------- | -------------------------------------- |
| Generalleutnant                    | Otto von Zieten (de)            | 1807–1813                              |
|                                    | Constantin Pavlovitch de Russie | 16 novembre 1813 au 17 juin 1831       |
| Generalfeldmarschall               | Frédéric von Wrangel            | 16 septembre 1845 au 1er novembre 1877 |
| Generalmajor/ Generalfeldmarschall | Eugène d'Autriche-Teschen       | 27 avril 1895 à la dissolution         |

## Commandants
| Grade        | Nom                                       | Date      |
| ------------ | ----------------------------------------- | --------- |
| Generalmajor | Heinrich Jordan von Wuthenau (de)         | 1717–1727 |
| Generalmajor | Johann Kaspar von Cosel (de)              | 1727–1734 |
| Generalmajor | Johann Adolf von Möllendorff (de)         | 1734–1747 |
| Generalmajor | Ludwig Wilhelm von Schorlemmer (de)       | 1747–1760 |
| Generalmajor | Karl Friedrich von Meyer (de)             | 1760–1775 |
| Generalmajor | Christian Wilhelm Siegmund von Posadowsky | 1775–1787 |
| Generalmajor | Hans Heinrich Ludwig von Rohr (de)        | 1787–1790 |
| Generalmajor | Philipp August Wilhelm von Werther (de)   | 1790–1803 |
| Oberst       | Johann Kasimir von Auer (de)              | 1803–1807 |

Commandants après 1806
| Grade                       | Nom                                   | Date                                                |
| --------------------------- | ------------------------------------- | --------------------------------------------------- |
|                             | Konstantin von Twardowski (de)        | 7 septembre 1808 au 4 juillet 1813                  |
| Major/Oberstleutnant/Oberst | Hans von Werder (de)                  | 21 juin 1813 au 20 août 1816                        |
| Oberstleutnant/Oberst       | Samuel Alexander von Manstein (de)    | 18 septembre 1816 au 26 mars 1831                   |
| Oberst                      | Karl von Preußer (de)                 | 30 mars 1831 au 20 mars 1838                        |
| Oberst                      | Konrad von Heuduck (de)               | 30 mars 1838 au 24 mars 1841                        |
|                             | August von Kalckreuth                 | 25 mars 1841 au 29 mars 1844                        |
| Major/Oberstleutnant/Oberst | Gustav Julius von Wechmar (de)        | 30 mars 1844 au 17 avril 1850                       |
| Major/Oberstleutnant/Oberst | August von Oelrichs (de)              | 18 avril 1850 au 31 mai 1856                        |
| Oberstleutnant              | Adolf Theodor Kulenkamp               | 1er juin 1856 au 8 juillet 1857                     |
| Oberstleutnant              | Friedrich von Graevenitz              | 9 juillet 1857 au 11 mai 1860                       |
|                             | Siegmar zu Dohna-Schlobitten          | 12 mai 1860 au 29 octobre 1866                      |
| Major/Oberstleutnant/Oberst | Wilhelm von Winterfeld (de)           | 30 octobre 1866 au 14 août 1872                     |
| Oberstleutnant              | Friedrich Ludwig von Mecklenburg (de) | 15 août 1872 à octobre 1874                         |
|                             | Wilhelm von Bernhardi                 | 17 février 1874 au 28 janvier 1878                  |
|                             | Oskar von Schäffer                    | 29 janvier 1878 au 14 avril 1882                    |
|                             | Ernst von Troschke                    | 15 avril 1882 au 23 juillet 1883                    |
| Major                       | Clemens von Fürstenberg-Borbeck (de)  | 24 juillet au 22 août 1883 (en remplacement)        |
| Major                       | Clemens von Fürstenberg-Borbeck       | 23 août au 19 octobre 1883 (chargé de la direction) |
| Major/Oberstleutnant        | Clemens von Fürstenberg-Borbeck       | 20 octobre 1883 au 12 mars 1884                     |
|                             | Friedrich von Broich                  | 13 mars 1884 au 10 février 1886                     |
|                             | Otto von Rosen                        | 11 février 1886 au 23 mars 1890                     |
|                             | Oskar von Rabe                        | 24 mars 1890 au 12 mai 1895                         |
|                             | Adolf von Oertzen                     | 13 mai 1895 au 19 juillet 1897                      |
|                             | Willibald von Schmettow               | 20 juillet 1897 au 17 avril 1901                    |
| Oberstleutnant              | Friedrich von Boddien                 | 18 avril 1901 au 17 juillet 1902                    |
|                             | Paul Schalscha von Ehrenfeld          | 18 juillet 1902 au 17 février 1908                  |
|                             | Franz von Horn                        | 18 février 1908 au 18 juin 1909                     |
|                             | Hermann von Böhl                      | 19 juin 1909 au 3 juillet 1910                      |
|                             | Werner von Lenthe                     | 4 juillet 1910 au 18 novembre 1911                  |
| Major/Oberstleutnant        | Otto von Quast                        | 19 novembre 1911 au 19 novembre 1913                |
|                             | August von Lewinski                   | 20 novembre 1913 au 19 août 1918                    |

## Uniforme
Jusqu'en 1912, un roller blanc et un pantalon de démarrage blanc sont également portés sur le terrain. Les officiers sont équipés d'épaulettes, les sous-officiers et les hommes d'épaulettes. Il y a aussi des bottes de cuirassier noires (appelées bottes de canon) et le casque de cuirassier en tôle polie avec des insignes de tombac. Lors des défilés, une cuirasse en métal blanc en deux parties et une bandoulière blanche avec une cartouche noire sont également enfilées. Pour le service normal, les cuirassiers portent une tunique bleu foncé. En tant qu'uniforme de la société, celui-ci est équipé d'épaulettes et de franges pour les officiers. Cela comprend une casquette à visière blanche avec une bande de garniture bleu clair.
La couleur de l'insigne sur les revers suédois, le col et les champs d'épaulette est bleu clair, les boutons et les garnitures sont en argent. Le numéro du régiment est sur les champs d'épaulettes. Les sous-officiers et les hommes portent une lance en acier tubulaire avec un drapeau de lance noir et blanc dans leur uniforme de paix.
Déjà ordonné par l'A.K.O. du 14 février 1907 et introduit progressivement à partir de 1909/1910, l'uniforme coloré est remplacé pour la première fois par l'uniforme de service sur le terrain gris (M 1910) à l'occasion de la manœuvre impériale de 1913. C'est complètement comme l'uniforme de la paix. L'équipement en cuir et les bottes sont de couleur marron naturel, le casque est recouvert d'une housse en tissu dit roseau. La bandoulière et la cartouche ne sont plus mises pour cet uniforme.

## Remarques
1. ↑  Mit A.K.O. vom 7 septembre 1808 wurde die Namensgebung der preußischen Einheiten grundlegend geändert. Statt des Namens des Chefs wie bisher wurde eine landsmannschaftliche Bezeichnung mit durchlaufender Nummerierung gewählt.